# Radoslav Jović
Radoslav Jović, črnogorski general in vojaški pilot, * 28. junij 1921, † september 1987.

## Življenjepis
Kot kadeta-narednika Letalske vojaške akademije so ga Nemci zajeli med aprilsko vojno; novembra 1941 mu je uspelo pobegniti nazaj v Jugoslavijo, kjer je vstopil naslednje leto v NOVJ in KPJ. Med vojno je bil poveljnik več enot.
Po vojni je končal VVA JLA in bil med drugim poveljnik Pehotne častniške šole. 